# Lijst van BWK-karteringseenheden
Deze lijst van BWK-karteringseenheden geeft een overzicht van karteringseenheden die gebruikt worden in de Biologische Waarderingskaart van Vlaanderen en het Brussels Hoofdstedelijk Gewest. Waar het van toepassing is, zijn overeenkomstige syntaxa (en bijbehorende syntaxoncodes) bijgevoegd uit de Revisie Vegetatie van Nederland.
| Karteringscode (BWK)                          | Karteereenheidsnaam (BWK)                                  | Syntaxoncode (rVvN) | Syntaxonnaam (Nederlands)                                                             | Syntaxonnaam (wetenschappelijk)                                             | Opmerking          |
| --------------------------------------------- | ---------------------------------------------------------- | ------------------- | ------------------------------------------------------------------------------------- | --------------------------------------------------------------------------- | ------------------ |
| Strand en duinen                              |                                                            |                     |                                                                                       |                                                                             |                    |
| dz                                            | Zandbank of zandplaat                                      | n.v.t.              |                                                                                       |                                                                             |                    |
| dl                                            | Strand                                                     | r23                 | klasse van vloedmerkgemeenschappen op zand en slik                                    | Cakiletea maritimae                                                         |                    |
| dl                                            | Strand                                                     | r24Aa               | biestarwegras-verbond                                                                 | Agropyro-Honckenyion                                                        |                    |
| dd                                            | Stuifduinen aan de kust                                    | r24Ab               | helm-verbond                                                                          | Ammophilion arenariae                                                       |                    |
| dd                                            | Stuifduinen aan de kust                                    | r24RG02             | rompgemeenschap met helm en zandzegge                                                 | RG Ammophila arenaria-Carex arenaria-[Ammophiletea/Koelerio-Corynephoretea] |                    |
| hd                                            | Droog duingrasland van kalkrijke milieus                   | r14Ca               | duinsterretjes-verbond                                                                | Tortulo-Koelerion                                                           |                    |
| hd                                            | Droog duingrasland van kalkrijke milieus                   | r14Cb               | verbond van droge, kalkrijke duingraslanden                                           | Polygalo-Koelerion                                                          |                    |
| hd                                            | Droog duingrasland van kalkrijke milieus                   | r19Aa03             | associatie van maanvaren en vleugeltjesbloem                                          | Botrychio-Polygaletum                                                       |                    |
| had                                           | Droog duingrasland van kalkarme milieus                    | r14Aa02             | duin-buntgras-associatie                                                              | Violo-Corynephoretum                                                        |                    |
| had                                           | Droog duingrasland van kalkarme milieus                    | r14Bb02             | duin-struisgras-associatie                                                            | Festuco-Galietum veri                                                       |                    |
| had                                           | Droog duingrasland van kalkarme milieus                    | r14Cb01             | duin-paardenbloem-associatie                                                          | Taraxaco-Galietum veri                                                      |                    |
| mp                                            | Duinpanvegetatie van kalkrijke, vochtige milieus           | r09Aa01             | associatie van drienervige en zwarte zegge                                            | Caricetum trinervi-nigrae                                                   |                    |
| mp                                            | Duinpanvegetatie van kalkrijke, vochtige milieus           | r09Ba               | knopbies-verbond                                                                      | Caricion davallianae                                                        |                    |
| mp                                            | Duinpanvegetatie van kalkrijke, vochtige milieus           | r28Aa02             | associatie van strandduizendguldenkruid en krielparnassia                             | Centaurio-Saginetum                                                         |                    |
| mp                                            | Duinpanvegetatie van kalkrijke, vochtige milieus           | r29Aa01a            | draadgentiaan-associatie, subassociatie met dwergbloem                                | Cicendietum filiformis centunculetosum                                      |                    |
| sd(b)                                         | Duinstruweel                                               | r38                 | klasse van kruipwilg- en duindoornstruwelen                                           | Salicetea arenariae                                                         |                    |
| sd(b)                                         | Duinstruweel                                               | r39Aa02c            | associatie van grauwe wilg, subassociatie met kruipwilg                               | Salicetum cinereae salicetosum repentis                                     |                    |
| sd(b)                                         | Duinstruweel                                               | r40Ab03             | associatie van egelantier en gedraaide koepelbraam                                    | Roso rubiginosae-Rubetum affinis                                            |                    |
| sd(b)                                         | Duinstruweel                                               | r40Ac01             | associatie van wegedoorn en eenstijlige meidoorn                                      | Rhamno-Crataegetum                                                          |                    |
| Slikken en schorren                           |                                                            |                     |                                                                                       |                                                                             |                    |
| ds                                            | Slik                                                       | n.v.t.              |                                                                                       |                                                                             |                    |
| da                                            | Schorre                                                    | r25Aa               | slijkgras-verbond                                                                     | Spartinion                                                                  |                    |
| da                                            | Schorre                                                    | r26Aa               | zeekraal-verbond                                                                      | Thero-Salicornion                                                           |                    |
| da                                            | Schorre                                                    | r27Aa               | verbond van gewoon kweldergras                                                        | Puccinellion maritimae                                                      |                    |
| da                                            | Schorre                                                    | r27Ab               | verbond van stomp kweldergras                                                         | Puccinellio-Spergularion salinae                                            |                    |
| da                                            | Schorre                                                    | r27Ac               | verbond van Engels gras                                                               | Armerion maritimae                                                          |                    |
| da                                            | Schorre                                                    | r28Aa               | zeevetmuur-verbond                                                                    | Saginion maritimae                                                          |                    |
| da                                            | Schorre                                                    | r33Ba03             | associatie van strandkweek en heemst                                                  | Oenantho-Althaeetum                                                         |                    |
| Stilstaande wateren                           |                                                            |                     |                                                                                       |                                                                             |                    |
| ae, aer, aev                                  | Eutroof water                                              | r01Aa               | bultkroos-verbond                                                                     | Lemnion minoris                                                             | deels              |
| ae, aer, aev                                  | Eutroof water                                              | r04                 | kranswieren-klasse                                                                    | Charetea                                                                    | deels              |
| ae, aer, aev                                  | Eutroof water                                              | r05                 | fonteinkruiden-klasse                                                                 | Potametea                                                                   | deels              |
| ah                                            | Brak of zilt water                                         | r01Aa01             | associatie van bultkroos en wortelloos kroos                                          | Wolffio-Lemnetum gibbae                                                     |                    |
| ah                                            | Brak of zilt water                                         | r02                 | ruppia-klasse                                                                         | Ruppietea                                                                   |                    |
| ah                                            | Brak of zilt water                                         | r04Bb01             | associatie van gewoon kransblad                                                       | Charetum vulgaris                                                           |                    |
| ah                                            | Brak of zilt water                                         | r04Ca01             | associatie van brakwaterkransblad                                                     | Charetum canescentis                                                        |                    |
| ah                                            | Brak of zilt water                                         | r05Aa01             | associatie van fijn hoornblad                                                         | Ceratophylletum submersi                                                    |                    |
| ah                                            | Brak of zilt water                                         | r05Aa02             | associatie van zilte waterranonkel                                                    | Ranunculetum baudotii                                                       |                    |
| ao, aoo, aom                                  | Oligotroof tot mesotroof water                             | r06Aa               | oeverkruid-verbond                                                                    | Littorellion uniflorae                                                      |                    |
| ao, aoo, aom                                  | Oligotroof tot mesotroof water                             | r06Ab               | verbond van ongelijkbladig fonteinkruid                                               | Potamion graminei                                                           |                    |
| ao, aoo, aom                                  | Oligotroof tot mesotroof water                             | r06Ac               | verbond van waternavel en stijve moerasweegbree                                       | Hydrocotylo-Baldellion                                                      |                    |
| ao, aoo, aom                                  | Oligotroof tot mesotroof water                             | r06Ad               | naaldwaterbies-verbond                                                                | Eleocharition acicularis                                                    |                    |
| ao, aoo, aom                                  | Oligotroof tot mesotroof water                             | r10Aa               | verbond van veenmos en snavelbies                                                     | Rhynchosporion                                                              |                    |
| ao, aoo, aom                                  | Oligotroof tot mesotroof water                             | r10Ab               | draadzegge-verbond                                                                    | Caricion lasiocarpae                                                        |                    |
| ao, aoo, aom                                  | Oligotroof tot mesotroof water                             | r29Aa               | dwergbiezen-verbond                                                                   | Nanocyperion                                                                | deels              |
| ap, apo, ap                                   | Diep of zeer diep water                                    | r04                 | kranswieren-klasse                                                                    | Charetea                                                                    | deels              |
| ap, apo, ap                                   | Diep of zeer diep water                                    | r05                 | fonteinkruiden-klasse                                                                 | Potametea                                                                   | deels              |
| ap, apo, ap                                   | Diep of zeer diep water                                    | r06                 | oeverkruid-klasse                                                                     | Littorelletea                                                               | deels              |
| ap, apo, ap                                   | Diep of zeer diep water                                    | r29                 | dwergbiezen-klasse                                                                    | Isoeto-Nanojuncetea                                                         | deels              |
| ka                                            | Eendenkooi                                                 | n.v.t.              |                                                                                       |                                                                             |                    |
| ad                                            | Bezinkingsbekken                                           | n.v.t.              |                                                                                       |                                                                             |                    |
| Moerassen                                     |                                                            |                     |                                                                                       |                                                                             |                    |
| mr                                            | Rietland en andere Phragmition-vegetatie                   | r08Bb               | riet-verbond                                                                          | Phragmition                                                                 | deels              |
| mz                                            | Brak tot zout moeras met heen                              | r08Bb02             | associatie van ruwe bies                                                              | Scirpetum tabernaemontani                                                   |                    |
| mz                                            | Brak tot zout moeras met heen                              | r08Bb03             | associatie van heen en grote waterweegbree                                            | Alismato-Scirpetum maritimi                                                 |                    |
| mz                                            | Brak tot zout moeras met heen                              | r27RG02             | rompgemeenschap met heen                                                              | RG Bulboschoenus maritimus-[Asteretea tripolii]                             |                    |
| mc                                            | Grote zeggenvegetatie                                      | r08Bc               | verbond van scherpe zegge                                                             | Caricion gracilis                                                           |                    |
| mc                                            | Grote zeggenvegetatie                                      | r08Bd               | verbond van stijve zegge                                                              | Caricion elatae                                                             |                    |
| md                                            | Drijfzoom en/of drijftil                                   | r08Ba               | waterscheerling-verbond                                                               | Cicution virosae                                                            |                    |
| md                                            | Drijfzoom en/of drijftil                                   | r08Bb               | riet-verbond                                                                          | Phragmition                                                                 | deels              |
| md                                            | Drijfzoom en/of drijftil                                   | r09Aa               | verbond van zwarte zegge                                                              | Caricion nigrae                                                             | deels              |
| md                                            | Drijfzoom en/of drijftil                                   | r09Ba               | knopbies-verbond                                                                      | Caricion davallianae                                                        | deels              |
| mk                                            | Alkalisch laagveen                                         | r09Ba               | knopbies-verbond                                                                      | Caricion davallianae                                                        | deels              |
| mm                                            | Galigaanvegetatie                                          | r08Bd01             | galigaan-associatie                                                                   | Cladietum marisci                                                           |                    |
| ms                                            | Zuur laagveen                                              | r09Aa               | verbond van zwarte zegge                                                              | Caricion nigrae                                                             | deels              |
| ms                                            | Zuur laagveen                                              | r10Ab               | draadzegge-verbond                                                                    | Caricion lasiocarpae                                                        |                    |
| Heiden en hoogveen                            |                                                            |                     |                                                                                       |                                                                             |                    |
| cg                                            | Binnenlands vegetatiearm stuifduin                         | r14Aa               | buntgras-verbond                                                                      | Corynephorion                                                               |                    |
| cg                                            | Binnenlands vegetatiearm stuifduin                         | r14DG01             | derivaatgemeenschap met grijs kronkelsteeltje                                         | DG Campylopus introflexus-[Koelerio-Corynephoretea]                         |                    |
| cg                                            | Droge struikheivegetatie                                   | r20Aa               | associatie van struikhei en stekelbrem                                                | Genisto anglicae-Callunetum                                                 |                    |
| cv                                            | Droge heide met bosbes                                     | r20Aa02             | associatie van struikhei en bosbes                                                    | Vaccinio-Callunetum                                                         |                    |
| ce, ces                                       | Vochtige tot natte dopheivegetatie                         | r10Aa               | verbond van veenmos en snavelbies                                                     | Rhynchosporion                                                              |                    |
| ce, ces                                       | Vochtige tot natte dopheivegetatie                         | r11Aa               | dophei-verbond                                                                        | Ericion tetralicis                                                          |                    |
| ce, ces                                       | Vochtige tot natte dopheivegetatie                         | r11Ba               | hoogveenmos-verbond                                                                   | Oxycocco-Ericion                                                            | deels              |
| cm                                            | Gedegradeerde heide met dominantie van pijpenstrootje      | r10RG06             | rompgemeenschap met pijpenstrootje en veenmos                                         | RG Molinia caerulea-Sphagnum-[Scheuchzerietea]                              |                    |
| cm                                            | Gedegradeerde heide met dominantie van pijpenstrootje      | r11RG03             | rompgemeenschap met pijpenstrootje en veenpluis                                       | RG Molinia caerulea-Eriophorum angustifolium-[Oxycocco-Sphagnetea]          |                    |
| cp                                            | Gedegradeerde heide met dominantie van adelaarsvaren       | r20DG01             | derivaatgemeenschap met adelaarsvaren en pijpenstrootje                               | DG Pteridium aquilinum-Molinia caerulea-[Calluno-Ulicetea]                  |                    |
| cd                                            | Gedegradeerde heide met dominantie van bochtige smele      | r19RG02             | rompgemeenschap met bochtige smele                                                    | RG Avenella flexuosa-[Nardetea/Calluno-Ulicetea]                            |                    |
| t                                             | Hoogveen                                                   | r11Ba               | hoogveenmos-verbond                                                                   | Oxycocco-Ericion                                                            | deels              |
| Halfnatuurlijk graslanden                     |                                                            |                     |                                                                                       |                                                                             |                    |
| ha                                            | Struisgrasvegetatie                                        | r14Aa               | buntgras-verbond                                                                      | Corynephorion                                                               |                    |
| ha                                            | Struisgrasvegetatie                                        | r14Ba               | dwerghaver-verbond                                                                    | Thero-Airion                                                                |                    |
| ha                                            | Struisgrasvegetatie                                        | r14Bb               | verbond van gewoon struisgras                                                         | Plantagini-Festucion                                                        |                    |
| ha                                            | Struisgrasvegetatie                                        | r19Aa01             | associatie van liggend walstro en schapengras                                         | Galio-Festucetum ovinae                                                     |                    |
| ha                                            | Struisgrasvegetatie                                        | n.v.t.              | rompgemeenschappen uit de klasse van heischrale graslanden                            | Nardetea                                                                    |                    |
| hc                                            | Dotterbloemgrasland                                        | r16Ab               | dotterbloem-verbond                                                                   | Calthion palustris                                                          |                    |
| hk                                            | Kalkgrasland                                               | r15Aa01             | kalkgrasland                                                                          | Gentiano-Koelerietum                                                        |                    |
| hm, hmm, hme                                  | Vochtig schraalgrasland                                    | r16Aa               | verbond van biezenknoppen en pijpenstrootje                                           | Junco-Molinion                                                              |                    |
| hmo                                           | Vochtig heischraal grasland                                | r19Aa02             | associatie van klokjesgentiaan en borstelgras                                         | Gentiano-Nardetum                                                           |                    |
| hn                                            | Droog heischraal grasland                                  | r19Aa01             | associatie van liggend walstro en schapengras                                         | Galio-Festucetum ovinae                                                     |                    |
| hn                                            | Droog heischraal grasland                                  | r19Aa03             | associatie van maanvaren en vleugeltjesbloem                                          | Botrychio-Polygaletum                                                       |                    |
| hn                                            | Droog heischraal grasland                                  | r19Aa04             | associatie van betonie en gevinde kortsteel                                           | Betonico-Brachypodietum                                                     |                    |
| hn                                            | Droog heischraal grasland                                  | r19RG01             | rompgemeenschap met borstelgras                                                       | RG Nardus stricta-[Nardetea]                                                |                    |
| hu                                            | Mesofiel hooiland                                          | r14Bc               | verbond van droge stroomdalgraslanden                                                 | Sedo-Cerastion                                                              |                    |
| hu                                            | Mesofiel hooiland                                          | r16Ba02             | associatie van grote pimpernel en weidekervel                                         | Sanguisorbo-Silaetum                                                        |                    |
| hu                                            | Mesofiel hooiland                                          | r16Bb               | glanshaver-verbond                                                                    | Arrhenatherion elatioris                                                    |                    |
| hu                                            | Mesofiel hooiland                                          | r16Bc02             | associatie van ruige weegbree en aarddistel                                           | Galio-Trifolietum                                                           |                    |
| Soortenrijke permanente graslanden            |                                                            |                     |                                                                                       |                                                                             |                    |
| hj                                            | Vochtig grasland gedomineerd door russen                   | r10DG01             | derivaatgemeenschap met pitrus en veenmos                                             | DG Juncus effusus-Sphagnum-[Scheuchzerietea]                                |                    |
| hj                                            | Vochtig grasland gedomineerd door russen                   | r16RG08             | rompgemeenschap met pitrus                                                            | RG Juncus effusus-[Molinietalia/Lolio-Potentillion]                         |                    |
| hp*, hpr*                                     | Soortenrijk permanent cultuurgrasland                      | r12Ba               | zilverschoon-verbond                                                                  | Lolio-Potentillion                                                          |                    |
| hp*, hpr*                                     | Soortenrijk permanent cultuurgrasland                      | r16Ba               | verbond van grote vossenstaart                                                        | Alopecurion pratensis                                                       |                    |
| hp*, hpr*                                     | Soortenrijk permanent cultuurgrasland                      | r16Bc               | kamgras-verbond                                                                       | Cynosurion cristati                                                         |                    |
| hp*, hpr*                                     | Soortenrijk permanent cultuurgrasland                      | n.v.t.              | romp- en derivaatgemeenschappen uit de klasse van matig voedselrijke graslanden       | Molinio-Arrhenatheretea                                                     |                    |
| hpr(*)+da, hp(*)+da, h+da                     | Soortenrijk permanent cultuurgrasland met zilte elementen  | r12Aa01d            | associatie van Engels raaigras en grote weegbree, subassociatie met stomp kweldergras | Plantagini-Lolietum puccinellietosum                                        |                    |
| hpr(*)+da, hp(*)+da, h+da                     | Soortenrijk permanent cultuurgrasland met zilte elementen  | r12Ba02             | associatie van moeraszoutgras en fioringras                                           | Triglochino-Agrostietum stoloniferae                                        |                    |
| hpr(*)+da, hp(*)+da, h+da                     | Soortenrijk permanent cultuurgrasland met zilte elementen  | r12Ba03             | associatie van aardbeiklaver en fioringras                                            | Trifolio fragiferi-Agrostietum stoloniferae                                 |                    |
| hpr(*)+da, hp(*)+da, h+da                     | Soortenrijk permanent cultuurgrasland met zilte elementen  | r26Aa               | verbond van gewoon kweldergras                                                        | Puccinellion maritimae                                                      |                    |
| hpr(*)+da, hp(*)+da, h+da                     | Soortenrijk permanent cultuurgrasland met zilte elementen  | r27Ab               | verbond van stomp kweldergras                                                         | Puccinellio-Spergularion salinae                                            |                    |
| hpr(*)+da, hp(*)+da, h+da                     | Soortenrijk permanent cultuurgrasland met zilte elementen  | r27Ac01             | associatie van zilte rus                                                              | Juncetum gerardii                                                           |                    |
| hpr(*)+da, hp(*)+da, h+da                     | Soortenrijk permanent cultuurgrasland met zilte elementen  | r26Aa02             | associatie van kortarige zeekraal                                                     | Salicornietum brachystachyae                                                |                    |
| Graslanden met verspreide biologische waarden |                                                            |                     |                                                                                       |                                                                             |                    |
| hpr                                           | Weilandcomplex met veel sloten en/of microreliëf           | n.v.t.              |                                                                                       |                                                                             |                    |
| kj                                            | Hoogstamboomgaard                                          | n.v.t.              |                                                                                       |                                                                             |                    |
|                                               | Overige graslanden met verspreide biologische waarden      | n.v.t.              |                                                                                       |                                                                             |                    |
| Graslanden met beperkte biologische waarden   |                                                            |                     |                                                                                       |                                                                             |                    |
| hp                                            | Soortenarm permanent cultuurgrasland                       | r12RG09             | rompgemeenschap met ruw beemdgras en Engels raaigras                                  | RG Poa trivialis-Lolium perenne-[Plantaginetea majoris/Cynosurion cristati] |                    |
| hp                                            | Soortenarm permanent cultuurgrasland                       | r12RG01             | rompgemeenschap met fioringras                                                        | RG Agrostis stolonifera-[Lolio-Potentillion]                                |                    |
| hp                                            | Soortenarm permanent cultuurgrasland                       | r16RG23             | rompgemeenschap met gestreepte witbol en Engels raaigras                              | RG Holcus lanatus-Lolium perenne-[Molinio-Arrhenatheretea]                  |                    |
| hx                                            | Zeer soortenarm, vaak tijdelijk grasland                   | r12RG09             | rompgemeenschap met ruw beemdgras en Engels raaigras                                  | RG Poa trivialis-Lolium perenne-[Plantaginetea majoris/Cynosurion cristati] |                    |
| Ruigten en pioniervegetatie                   |                                                            |                     |                                                                                       |                                                                             |                    |
| hf, hfc, hft                                  | Moerasspirearuigte                                         | r33Aa               | moerasspirea-verbond                                                                  | Filipendulion                                                               |                    |
| hf, hfc, hft                                  | Moerasspirearuigte                                         | r33Ba               | verbond van harig wilgenroosje                                                        | Epilobion hirsuti                                                           |                    |
| hr                                            | Verruigd grasland                                          | r34Aa               | verbond van look-zonder-look                                                          | Galio-Alliarion                                                             |                    |
| hr                                            | Verruigd grasland                                          | r33RG03             | rompgemeenschap met koninginnekruid en echt riet                                      | RG Eupatorium cannabinum-Phragmites australis-[Convolvulo-Filipenduletea]   |                    |
| hr                                            | Verruigd grasland                                          | r33RG04             | rompgemeenschap met harig wilgenroosje                                                | RG Epilobium hirsutum-[Convolvulo-Filipenduletea]                           |                    |
| hr                                            | Verruigd grasland                                          | r33RG08             | rompgemeenschap met grote brandnetel                                                  | RG Urtica dioica-[Convolvulo-Filipenduletea]                                |                    |
| hr                                            | Verruigd grasland                                          | r34RG01             | rompgemeenschap met grote brandnetel                                                  | RG Urtica dioica-[Galio-Urticetea]                                          |                    |
| hr                                            | Verruigd grasland                                          | r34RG02             | rompgemeenschap met fluitenkruid                                                      | RG Anthriscus sylvestris-[Galio-Urticetea]                                  |                    |
| ku                                            | Ruderale ruigte of pioniervegetatie                        | r32                 | klasse van ruderale gemeenschappen                                                    | Artemisietea vulgaris                                                       |                    |
| ku                                            | Ruderale ruigte of pioniervegetatie                        | r13Aa               | verbond van vetkruiden en kandelaartje                                                | Alysso-Sedion                                                               |                    |
| ku                                            | Ruderale ruigte of pioniervegetatie                        | r30Aa               | tandzaad-verbond                                                                      | Bidention                                                                   |                    |
| ku                                            | Ruderale ruigte of pioniervegetatie                        | r29RG02             | rompgemeenschap met moerasdroogbloem                                                  | RG Gnaphalium uliginosum-[Isoeto-Nanojuncetea/Bidentetea]                   |                    |
| ku                                            | Ruderale ruigte of pioniervegetatie                        | r33Ba               | verbond van harig wilgenroosje                                                        | Epilobion hirsuti                                                           | deels              |
| ku                                            | Ruderale ruigte of pioniervegetatie                        | r12Aa               | varkensgras-verbond                                                                   | Polygonion avicularis                                                       |                    |
| hz                                            | Grasland op door zware metalen vergiftigde bodem           | n.v.t.              |                                                                                       |                                                                             |                    |
| Struwelen                                     |                                                            |                     |                                                                                       |                                                                             |                    |
| sp                                            | Doornstruweel                                              | r40Aa               | verbond van sleedoorn en bramen                                                       | Pruno-Rubion sprengelii                                                     |                    |
| sp                                            | Doornstruweel                                              | r40Ab               | verbond van sleedoorn en meidoorn                                                     | Carpino-Prunion                                                             |                    |
| sp                                            | Doornstruweel                                              | r40Ac01             | associatie van wegedoorn en eenstijlige meidoorn                                      | Rhamno-Crataegetum                                                          |                    |
| sp                                            | Doornstruweel                                              | r40Ac02             | associatie van rozen en liguster                                                      | Pruno spinosae-Ligustretum                                                  |                    |
| sk                                            | Struweel op kalkrijke bodem                                | r40Ac02             | associatie van rozen en liguster                                                      | Pruno spinosae-Ligustretum                                                  |                    |
| sk                                            | Struweel op kalkrijke bodem                                | r40Ac03             | associatie van hazelaar en purperorchis                                               | Orchido-Cornetum                                                            |                    |
| sk                                            | Struweel op kalkrijke bodem                                | r15                 | klasse van kalkgraslanden                                                             | Festuco-Brometea                                                            | deels              |
| sk                                            | Struweel op kalkrijke bodem                                | r17Aa               | marjolein-verbond                                                                     | Trifolion medii                                                             | deels              |
| sg, su, sgb                                   | Brem- en gaspeldoornstruweel                               | r37                 | klasse van brem- en gaspeldoornstruwelen                                              | Cytisetea scopario-striati                                                  |                    |
| sz                                            | Opslag van allerlei aard                                   | n.v.t.              |                                                                                       |                                                                             |                    |
| sf                                            | Vochtig wilgenstruweel op voedselrijke bodem               | r41                 | klasse van wilgenvloedbossen en -struwelen                                            | Salicetea purpureae                                                         |                    |
| sf                                            | Vochtig wilgenstruweel op voedselrijke bodem               | r39Aa02             | associatie van grauwe wilg                                                            | Salicetum cinereae                                                          |                    |
| so                                            | Vochtig wilgenstruweel op venige of zure grond             | r39Aa01             | associatie van geoorde wilg                                                           | Salicetum auritae                                                           |                    |
| sm                                            | Gagelstruweel                                              | r39RG01             | rompgemeenschap met wilde gagel en hennegras                                          | RG Myrica gale-Calamgrostis canescens-[Salicion cinereae/Caricion nigrae]   |                    |
| sm                                            | Gagelstruweel                                              | n.v.t.              | rompgemeenschap met wilde gagel                                                       | RG Myrica gale-[Oxycocco-Sphagnetea]                                        | niet meer gebruikt |
| sm                                            | Gagelstruweel                                              | r43RG01             | rompgemeenschap met wilde gagel                                                       | RG Myrica gale-[Betulion pubescentis]                                       |                    |
| se                                            | Kapvlakte                                                  | r35                 | klasse van kapvlaktegemeenschappen                                                    | Epilobietea angustifolii                                                    |                    |
| Vallei- en moerasbossen                       |                                                            |                     |                                                                                       |                                                                             |                    |
| ru, rud                                       | Ruderaal olmenbos                                          | r46Aa01             | abelen-iepenbos                                                                       | Violo odoratae-Ulmetum                                                      |                    |
| vc                                            | Bronbos                                                    | r46Aa04             | goudveil-essenbos                                                                     | Carici remotae-Fraxinetum                                                   |                    |
| va                                            | Alluviaal elzen-essenbos                                   | r46Aa05             | vogelkers-essenbos                                                                    | Pruno-Fraxinetum                                                            | deels              |
| va                                            | Alluviaal elzen-essenbos                                   | r46Aa02             | essen-iepenbos                                                                        | Fraxino-Ulmetum                                                             | deels              |
| vf                                            | Elzen-eikenbos                                             | r46Aa02             | essen-iepenbos                                                                        | Fraxino-Ulmetum                                                             | deels              |
| vf                                            | Elzen-eikenbos                                             | r46Aa05             | vogelkers-essenbos                                                                    | Pruno-Fraxinetum                                                            | deels              |
| vn                                            | Nitrofiel alluviaal elzenbos                               | r46RG05             | rompgemeenschap met grote brandnetel en zwarte els                                    | RG Urtica dioica-Alnus glutinosae-[Alno-Padion]                             |                    |
| vn                                            | Nitrofiel alluviaal elzenbos                               | n.v.t.              | derivaatgemeenschap met canadapopulier en schaafstro                                  | DG Populus ×canadensis-Equisetum hyemale-[Circaeo-Alnenion]                 | niet meer gebruikt |
| vm                                            | Elzenbroek                                                 | r42Aa01             | moerasvaren-elzenbroek                                                                | Thelypterido-Alnetum                                                        |                    |
| vm                                            | Elzenbroek                                                 | r42Aa02             | elzenzegge-elzenbroek                                                                 | Carici elongatae-Alnetum                                                    |                    |
| vo                                            | Oligotroof elzenbroek met veenmossen                       | r45Aa01d            | berken-eikenbos, subassociatie met pijpenstrootje                                     | Betulo-Quercetum molinietosum                                               |                    |
| vo                                            | Oligotroof elzenbroek met veenmossen                       | r42Aa01b            | moerasvaren-elzenbroek, subassociatie met veenmossen                                  | Thelypterido-Alnetum sphagnetosum                                           |                    |
| vt                                            | Venig berkenbroek                                          | r43Aa               | verbond van berkenbroekbossen                                                         | Betulion pubescentis                                                        | niet meer gebruikt |
| Eiken- en beukenbossen                        |                                                            |                     |                                                                                       |                                                                             |                    |
| qe                                            | Eiken-haagbeukenbos met wilde hyacint                      | n.v.t.              | eiken-haagbeukenbos met wilde hyacint                                                 | Endymio-Carpinetum                                                          | niet in Nederland  |
| qa                                            | Eiken-haagbeukenbos                                        | r46Ab03             | eiken-haagbeukenbos                                                                   | Stellario-Carpinetum                                                        | deels              |
| qk                                            | Eiken-haagbeukenbos op mergel                              | r46Ab01b            | kalk-eikenhaagbeukenbos                                                               | Orchido-Carpinetum                                                          |                    |
| qk                                            | Eiken-haagbeukenbos op mergel                              | r46Ab02             | sleutelbloem-eikenhaagbeukenbos                                                       | Primulo-Carpinetum                                                          | deels              |
| ql                                            | Eikenbos met witte veldbies                                | r45Ab01             | veldbies-beukenbos                                                                    | Luzulo-Fagetum                                                              | deels              |
| qs                                            | Zuur eikenbos                                              | r45Aa04b            | beuken-eikenbos, subassociatie met adelaarsvaren                                      | Fago-Quercetum pteridietosum                                                | deels              |
| qs                                            | Zuur eikenbos                                              | r45Aa04c            | beuken-eikenbos, subassociatie met lelietje-van-dalen                                 | Fago-Quercetum convallarietosum                                             | deels              |
| qs                                            | Zuur eikenbos                                              | r45Aa04e            | beuken-eikenbos, subassociatie met gladde witbol                                      | Fago-Quercetum holcetosum                                                   | deels              |
| qb                                            | Eiken-berkenbos                                            | r45Aa03             | berken-eikenbos                                                                       | Betulo-Quercetum roboris                                                    |                    |
| fe                                            | Beukenbos met wilde hyacint                                | n.v.t.              | eiken-beukenbos met wilde hyacint                                                     | Endymio-Fagetum                                                             | niet in Nederland  |
| fa                                            | Beukenbos met voorjaarsflora zonder wilde hyacint          | r45Aa04             | beuken-eikenbos                                                                       | Fago-Quercetum                                                              | deels              |
| fa                                            | Beukenbos met voorjaarsflora zonder wilde hyacint          | 45Ab01              | eiken-haagbeukenbos                                                                   | Stellario-Carpinetum                                                        | deels              |
| fm                                            | Beukenbos met parelgras en lievevrouwebedstro              | n.v.t.              | parelgras-beukenbos                                                                   | Melico-Fagetum                                                              | niet in Nederland  |
| fk                                            | Beukenbos op mergel                                        | r46Ab01b            | kalk-eikenhaagbeukenbos                                                               | Orchido-Carpinetum                                                          | deels              |
| fl                                            | Beukenbos met witte veldbies                               | r45Ab01             | veldbies-beukenbos                                                                    | Luzulo-Fagetum                                                              | deels              |
| fs                                            | Zuur beukenbos                                             | r45Aa04b            | beuken-eikenbos, subassociatie met adelaarsvaren                                      | Fago-Quercetum pteridietosum                                                | deels              |
| fs                                            | Zuur beukenbos                                             | r45Aa04c            | beuken-eikenbos, subassociatie met lelietje-van-dalen                                 | Fago-Quercetum convallarietosum                                             | deels              |
| fs                                            | Zuur beukenbos                                             | r45Aa04e            | beuken-eikenbos, subassociatie met gladde witbol                                      | Fago-Quercetum holcetosum                                                   | deels              |
| Overige bossen, aanplant en parken            |                                                            |                     |                                                                                       |                                                                             |                    |
| l.                                            | Populierenbestand                                          | n.v.t.              | derivaatgemeenschappen met canadapopulier                                             | DG Populus ×canadensis-[*]                                                  |                    |
| pi, ppi, pa, ppa                              | Naaldhoutbestand zonder ondergroei                         | r44                 | klasse van naaldbossen                                                                | Vaccinio-Piceetalia                                                         | deels              |
| pm., ppm.                                     | Naaldhoutbestand met ondergroei                            | r44Aa               | verbond van naaldbossen                                                               | Dicrano-Pinion                                                              | deels              |
| n                                             | Loofhoutaanplant                                           | n.v.t.              |                                                                                       |                                                                             |                    |
| kp, kpa, kpk                                  | Park, arboretum en kasteelpark                             | n.v.t.              |                                                                                       |                                                                             |                    |
| Akkers en tuinbouw                            |                                                            |                     |                                                                                       |                                                                             |                    |
| bk, bl, bs, bu                                | Akker                                                      | r31                 | klasse van akkergemeenschappen                                                        | Stellarietea mediae                                                         |                    |
| kl                                            | Laagstamboomgaard                                          | n.v.t.              |                                                                                       |                                                                             |                    |
| kq                                            | Kwekerij of serre                                          | n.v.t.              |                                                                                       |                                                                             |                    |
| Bebouwing en industrie                        |                                                            |                     |                                                                                       |                                                                             |                    |
| ua, ud, un, ur                                | Bebouwing                                                  | n.v.t.              |                                                                                       |                                                                             |                    |
| uv, uc                                        | Recreatiegebied                                            | n.v.t.              |                                                                                       |                                                                             |                    |
| ui                                            | Industriegebied                                            | n.v.t.              |                                                                                       |                                                                             |                    |
| ko                                            | Stort                                                      | n.v.t.              |                                                                                       |                                                                             |                    |
| kc                                            | Groeve                                                     | n.v.t.              |                                                                                       |                                                                             |                    |
| kf                                            | Voormalig militair fort                                    | n.v.t.              |                                                                                       |                                                                             |                    |
| kg                                            | Terril                                                     | n.v.t.              |                                                                                       |                                                                             |                    |
| kz                                            | Opgehoogd terrein                                          | n.v.t.              |                                                                                       |                                                                             |                    |
| ki                                            | Vliegveld                                                  | n.v.t.              |                                                                                       |                                                                             |                    |
| Kleine landschapselementen                    |                                                            |                     |                                                                                       |                                                                             |                    |
| kb, kh, khw                                   | Bomenrij, houtkant, houtwal                                | n.v.t.              |                                                                                       |                                                                             |                    |
| k                                             | Lijnvormige begroeiing van perceelranden, sloten en bermen | n.v.t.              |                                                                                       |                                                                             |                    |
| kd, ks                                        | Dijk, verlaten spoorweg                                    | n.v.t.              |                                                                                       |                                                                             |                    |
| kk                                            | Doline, ingang ondergrondse mergelgroeve                   | n.v.t.              |                                                                                       |                                                                             |                    |
| km                                            | Muurvegetatie                                              | r21                 | muurvaren-klasse                                                                      | Asplenietea                                                                 |                    |
| kn                                            | Veedrinkpoel                                               | r01Aa               | bultkroos-verbond                                                                     | Lemnion minoris                                                             |                    |
| kn                                            | Veedrinkpoel                                               | r04                 | kranswieren-klasse                                                                    | Charetea                                                                    |                    |
| kn                                            | Veedrinkpoel                                               | r05                 | fonteinkruiden-klasse                                                                 | Potametea                                                                   |                    |
| kr                                            | Rots                                                       | n.v.t.              |                                                                                       |                                                                             |                    |
| kt                                            | Talud                                                      | n.v.t.              |                                                                                       |                                                                             |                    |
| kw                                            | Holle weg                                                  | n.v.t.              |                                                                                       |                                                                             |                    |